# Hexing
Hexing é um gênero de dinossauro do clado Ornithomimosauria. há uma única espécie descrita para o gênero Hexing qingyi. Seus restos fósseis foram encontrados em Liaoning, China, e datam do Cretáceo Inferior.